# Барнала (округ)
Барнала (в.-пандж. ਬਰਨਾਲਾ ਜ਼ਿਲਾ; англ. Barnala) — округ в индийском штате Пенджаб. Образован в 1948 году. В 1953 году объединён с округом Сангрур, став одним из его подокругов. В 2000-е годы снова получил статус округа. Административный центр — город Барнала. Площадь округа — 1410 км². По данным всеиндийской переписи 2001 года население округа составляло 526 931 человек.